# Río Zala
El río Zala discurre por el suroeste de Hungría. Nace en las colinas situadas en la frontera con Austria y Eslovenia. Su longitud es de 139 kilómetros y drena una cuenca de 2.622 km². 
El Zala fluye por los condados húngaros de Vas y Zala.

## Afluentes
Varios ríos más pequeños se alimentan en él, incluido el Felső-Válicka, el Szentmihályfalvai patak (arroyo), el Szévíz csatorna (canal), el Foglar csatorna en la margen derecha, y el Szentjakabi patak, el Sárviz patak, el Szeplaki patak, el Csörgető patak y el Nádas patak en la margen izquierda. Fluye a través de la ciudad de Zalaegerszeg antes de desembocar en el lago Balaton, cerca de Keszthely. 